# Нонанол
Нонанол — органическое вещество, относится к классу жирных спиртов. Содержится в ряде эфирных масел, например в апельсиновом масле и резиноиде дубового мха.
Запах — сильный жирно-цветочный с нотами розы и апельсина.

## Получение
Получают гидрированием сложных эфиров пеларгоновой кислоты.

## Применение
Применяют как компонент парфюмерных композиций и отдушек.

## Токсичность
1-Нонанол имеет схожие с другими первичными спиртами токсикологические свойства. Он плохо проникает через кожу и сильно раздражает глаза. Пары вредны для органов дыхания и могут вызывать в тяжелых случаях отек легких.
Проглатывание вызывает симптомы, аналогичных симптомам интоксикации этанолом, и также как и употребление этанола может вызвать повреждение печени.